# 32432 Stansberry
32432 Stansberry este o planetă minoră (asteroid), cu un diametru de 9,645 km, din centura de asteroizi. A fost descoperită pe 2 septembrie 2000 la Stația Anderson Mesa de Lowell Observatory Near-Earth-Object Search și a fost numită după John Stansberry⁠(d). 
Obiectul prezintă o orbită caracterizată de o semiaxă mare de 3,1832454 UAi, o excentricitate de 0,09, o înclinație de 4,69922 ° în raport cu ecliptica.